# FM DAMONO
FM DAMONO（エフエム ダモノ）は、栃木県足利市の一部地域を放送区域として超短波放送（FM放送）を行う特定地上基幹放送事業者である足利コミュニティFM株式会社の愛称である。
開局日は2024年5月26日であり､同年2月21日に総務省から予備免許を取得し、放送周波数が88.3MHzに決まった｡
栃木県内では、真岡市のエフエム真岡以来3年ぶり6局目となる。
毎月最終水曜日の12:00時より約5分間防災訓練放送を実施する。

## 沿革
- 2022年（令和4年）5月26日 - 足利コミュニティFM株式会社設立[1]
- 2023年（令和5年）12月24日 - パーソナリティー講座 第一回目開催[10]
- 2024年（令和6年）
  - 1月14日 - パーソナリティー講座 第二回目開催
  - 1月21日 - パーソナリティー講座 第三回目開催
  - 1月28日 - パーソナリティー講座 第四回目開催
  - 2月4日 - パーソナリティー講座 第五回目開催
  - 2月21日 - 特定地上基幹放送局の予備免許取得[11]
  - 4月12日 - 試験電波の発射開始[12]
  - 5月7日 - 特定地上基幹放送局の免許取得[13]
  - 5月26日 - 開局、12時00分に放送開始[14][15]
  - 8月7日 - 足利市と「災害時における放送に関する協定」の協定書を締結[16]
- 2025年（令和7年）
  - 5月19日 - 足利市と「災害時応援協定」の新たな協定書を締結[17]
  - 5月26日 - 開局一周年。5月24日から31日にわたり開局特別番組を放送した[18]
  - 6月15日 - 第1回 FM DAMONO主催　足利市民チャリティーカラオケ大会を開催した[19]

## 主な番組
出典：
- おはよう!だもの!（平日 8:00 - 10:00）
- ひる!だもの!（平日 12:00 - 14:00）
- ゆうやけ!だもの!（平日 17:00 - 18:30）
- 心と体の健康相談室（平日 6:30 - 6:45）
- みんなの「よりどこ」広場（月曜 7:55 - 8:00）
- Let’s Start Reve’s栃木（月曜 19:00 - 19:30）
- あしもり隊の秘密基地（月曜 18:30 - 19:00）
- テトラスポーツの栄養ナビ（火曜 7:55 - 8:00）
- つきのとれおの若干終わった!?（火曜 18:30 - 19:00）
- 足大附放送部 鹿の馬刺しを添えて（火曜 19:00 - 19:30）
- ちょこっと防災（水曜 18:30 - 19:00）
- KARARIKO（水曜 19:00 - 19:30）
- LiberaMe Music World（水曜 20:00 - 20:30）
- 足利歴史探訪（木曜 18:30 - 19:00）
- ショーwanna歌謡（木曜 19:00 - 19:30）
- 三遊亭歌橘のワンダフルラジオ（金曜 16:00 - 16:55）
- YOUとMAYUのサウンドトラベラーズ（金曜 19:00 - 19:30）
- みゆきとよしこのいやんばかんタイム（金曜 19:45 - 20:00）
- すまいるサタデー（第1・第3土曜 12:30 - 12:55）
- 集まれ土曜伝言板!（土曜 13:00-15:00）
- 懐メロプリンス中田亮のクイズ歌謡ショー!だもの!（土曜 15:00 - 15:55）
- インディゴアフターダーク（土曜 18:30 - 18:55）
- The ForeignEscape with DJ Zane（土曜 22:30 - 22:55）
- 深夜急行E883（土曜 23:00 - 24:00）
- じじいの話はクドイのよ（土曜 25:00 - 26:00）
- モーラジのはらぺこサンデー（日曜 12:00 - 13:00）
- 集まれ日曜伝言板!（日曜 13:00 - 15:00）
- MUSIC 88.3（日曜 17:00 - 18:00）
- はしもと夫婦の産んだだけで100点満点（日曜 19:00 - 19:55）

## パーソナリティ
出典：
- 足大附放送部（足大附放送部 鹿の馬刺しを添えて）
- あしもり隊（あしもり隊の秘密基地）
- あゆこ（水曜 ひる!だもの!、土曜・日曜伝言板）
- 石原さん（MUSIC 88.3）
- MO（土曜・日曜伝言板、モーラジのはらぺこサンデー）
- 梶志緒里（水曜 ひる!だもの!）
- 金田夏子（足利歴史探訪）
- 川尻直美（川尻直美の恋してプロレス）
- ぎしお（深夜急行E883）
- KOO-KO（ショーwanna歌謡）
- 国生優太（シンガーソングライター・国生優太のディープに語りまSHOW!）
- こっちゃん（MUSIC 88.3）
- 三遊亭歌橘（三遊亭歌橘のワンダフルラジオ）
- 篠崎 麻唯子（テトラスポーツの栄養ナビ）
- ちいさん（ちいさんの推しの時間）
- ちーちゃん（金曜 おはよう!だもの!、ひる!だもの!）
- ちょうあけみ（インディゴアフターダーク）
- ちーこさん（はしもと夫婦の産んだだけで100点満点）
- つきの＆れお（つきのとれおの若干終わった!?）
- ともちゃん（月曜・木曜 おはよう!だもの!）
- 中田亮（懐メロプリンス中田亮のクイズ歌謡ショー!だもの!）
- 根岸智也（火曜 ゆうやけ!だもの!）
- 藤本憲（木曜 ゆうやけ!だもの!）
- 堀越健介（おはよう!だもの! 月曜・水曜日）
- まい（おはよう!だもの! 火曜・木曜日）
- みゆ（水曜 ゆうやけ!だもの!）
- みゆきとよしこ（みゆきとよしこのいやんばかんタイム）
- 村田栄二&ゴードン（ちょこっと防災）
- 武藤優世（月曜 ゆうやけ!だもの!）
- 吉城命香（KARARIKO）
- YOU＆MAYU（YOUとMAYUのサウンドトラベラーズ）
- 理事長・総長・へいちゃん（じじいの話はクドイのよ）
- レモンマスター&TREVER（すまいるサタデー）
- DJ HASEEM（はしもと夫婦の産んだだけで100点満点）
- DJ SHO（金曜 ゆうやけ!だもの!、土曜・日曜伝言板）
- DJ ZANE（The ForeignEscape with DJ Zane）
- LiberaMe（LiberaMe Music World）

## 技術関係
番組表
同局のホームページ上、および地元タウン誌「minimu」にて確認可能。
ニュース・天気予報・交通情報
- ニュースは合成音声を用い、自動音声読み上げによる「だものくんの足利ニュース」にて放送。
- 天気予報は合成音声を用い、自動音声読み上げによる放送。
- 交通情報は朝・昼・晩の生放送中にパーソナリティ読み上げにて放送。

防災体制
足利市と「災害時における放送に関する協定」を締結し、基本的に自社制作の番組を放送中はパーソナリティが伝えることがある。
時報
毎時正時になると最勝寺の｢鐘の音｣が流れる。